# Queensland

Mapa głównych dróg w Queensland

Queensland (QLD) – stan obejmujący północno-wschodnią część Australii. Ma powierzchnię 1 729 742 km², co stanowi 22,5% Australii (prawie 1/4 powierzchni państwa) będąc też szóstym co do wielkości regionem administracyjnym na świecie. Wśród państw świata, plasowałby się na 16. miejscu na świecie, za Meksykiem, Indonezją i Sudanem. 
Ludność oscyluje na poziomie 5 495 500 osób (2023 rok). Stolicą stanu, jak również jego największym miastem jest Brisbane (2,7 mln mieszkańców, 42,3% populacji stanu). Aglomeracja Brisbane – South East Queensland obejmuje Brisbane (2 706 966 mieszkańców) i miasta satelickie: Gold Coast (581 730 mieszkańców), Sunshine Coast Region (302 122 mieszkańców), Toowoomba Region (135 631 mieszkańców), Shire of Noosa (56 587 mieszkańców) obejmując łącznie ok. 3,8 mln osób, co stanowi prawie 70% populacji stanu Queensland. Pozostałe ważniejsze miasta w stanie: Cairns (224 436 mieszkańców), Townsville (173 815 mieszkańców), Mackay (78 685 mieszkańców) i Rockhampton (76 985 mieszkańców).
Nazwa stanu (od słów „ziemia królowej”) nadana została na cześć królowej Wiktorii. 
Na wschód od Queensland położone jest australijskie terytorium Wyspy Morza Koralowego, które w latach 1859–1969 było częścią stanu. W pobliskich wodach położona jest Wielka Rafa Koralowa znajdująca się liście światowego dziedzictwa UNESCO. Generalnie, stan Queensland od całego wschodu jest otoczone przez Morze Koralowe Oceanu Spokojnego, północna część stanu otoczona są przez wody Morza Arafura Oceanu Spokojnego (obejmując Zatokę Karpentaria i Cieśninę Torresa). Wielka Wyspa Piaszczysta jest największą wyspą piaszczystą na świecie. Znajduje się tu również przylądek Jork, obszar najbardziej położony na północ na całym kontynencie australijskim.

## Geografia
Najdalej wysuniętą na północ częścią stanu jest przylądek Jork, północny kraniec półwyspu Jork. Od północnego zachodu oblewają go wody Zatoki Karpentaria (ang. Gulf of Carpentaria), zaś od wschodu – Morza Koralowego (ang. Coral Sea), które jest częścią Oceanu Spokojnego. Na kontynencie graniczy wzdłuż południka 138°E z Terytorium Północnym, a na południu – z Nową Południową Walią. Stolicą stanu jest Brisbane, położone w południowo-wschodniej części stanu, 100 km od granicy z Nową Południową Walią.
Queensland posiada 5 rezerwatów wpisanych na Listę Światowego Dziedzictwa, m.in.:
- Środkowo-Wschodni Rezerwat Lasów Deszczowych (Central Eastern Rainforest Reserves),
- Wielką Rafę Koralową (Great Barrier Reef)[9],
- Wyspę Fraser.

Południowa część leży w strefie klimatu subtropikalnego, natomiast północna część stanu znajduje się w tropikalnej strefie klimatycznej. Na niezamieszkanych terenach pustynnych zwanych jako „Badlands” odnotowano drugą najgorętszą temperaturę na świecie: 69,2 °C.
W stanie Queensland leży największe na świecie, pod względem powierzchni, górnicze miasto – Mount Isa, którego obszar przekracza 43 tys. km², ok. 1500 km dróg i ponad 4500 km tuneli kopalnianych.
Wyspy położone w Cieśninie Torresa stanowią kraj autonomiczny.

## Demografia
Połowa mieszkańców stanu mieszka w stołecznym Brisbane. Łącznie 83% populacji stanu mieszka w 10 największych jej miastach. Do 10 największych miast należą:
- Brisbane – 2 706 966[3]
- Gold Coast – 581 730[11] (leżące w aglomeracji Brisbane)
- Sunshine Coast – 302 122[12] (leżące w aglomeracji Brisbane)
- Cairns – 224 436[13]
- Townsville – 173 815[14]
- Toowoomba – 135 631 (leżące w aglomeracji Brisbane)
- Mackay – 78 685
- Rockhampton – 76 985
- Bundaberg – 69 061
- Hervey Bay – 52 073
- Gladstone – 33 418

## Religia
Dane na 2006 rok:
- Kościół katolicki: 24,0%
- Kościół Anglikański: 20,4%
- bez religii: 18,6%
- nieokreśleni: 12,4%
- Kościół Zjednoczony w Australii: 7,2%
- kalwinizm: 3,7%
- luteranizm: 2,0%
- baptyzm: 1,9%
- zielonoświątkowcy: 1,6%
- buddyzm: 1,2%
- inni chrześcijanie: 5,5%
- inne religie: 1,5%

## Gospodarka
Gospodarka opiera się głównie na rolnictwie:
- uprawy bananów, ananasów i trzciny cukrowej,
- hodowla bydła i owiec,

oraz przemyśle:
- wydobycie boksytów, węgla kamiennego i miedzi.

W ostatnich latach rozwija się turystyka. Władze stanu chcą, aby w przyszłości była to główna gałąź gospodarki.

## Ustrój polityczny
W 1922 Queensland zniósł jedną z dwóch izb parlamentu. To jedyny w Australii stan z unikameralizmem. Władzę sprawują gubernator oraz premier.

## Historia
- 1824 – założenie Brisbane;
- 1859 – powstanie kolonii Queensland;
- 1901 – sfederowanie stanu Queensland z Australią.